# Paoliella ufuasi
Paoliella ufuasi är en insektsart. Paoliella ufuasi ingår i släktet Paoliella och familjen långrörsbladlöss. Inga underarter finns listade i Catalogue of Life.